# Racova
Racova é uma comuna romena localizada no distrito de Bacău, na região de Moldávia. A comuna possui uma área de 33.96 km² e sua população era de 3466 habitantes segundo o censo de 2007.